# 80 мільйонів (фільм)
«80 мільйонів» (пол. 80 millionów) — польський історичний фільм режисера Вальдемара Кшистека. Прем'єра відбулася 25 листопада 2011 року. Фільм висувався на 34-й Московський міжнародний кінофестиваль. У 2012 році фільм висувався на здобуття премії «Оскар» від Польщі в номінації «Найкращий фільм іноземною мовою».

## Сюжет
Фільм ґрунтується на реальних подіях. У 1981 році у Вроцлаві, за десять днів до введення в Польщі воєнного стану, п'ятеро друзів — членів руху «Солідарність», організують, щоб уникнути конфіскації, викрадення з міського банку 80 мільйонів злотих, що належать профспілці, які надалі пішли на фінансування «Солідарність».

## В ролях
- Філіп Бобек — Владислав Фрасинюк.
- Марчін Босак — Макс.
- Войцех Соларш — Станіслав Хусковський.
- Кшистоф Чечот — Юзеф Піньор.
- Мацей Маковецький — Петро Біднаж.
- Петро Гловацький — Капітан Собчак.
- Агнешка Гроховська — Софія Бохосевич.
- Маріуш Бенуа — Збігнєв Мікош.
- Ян Фрич.
- Мирослав Бака